# Culture de la Belgique
 (janvier 2013).
Si vous disposez d'ouvrages ou d'articles de référence ou si vous connaissez des sites web de qualité traitant du thème abordé ici, merci de compléter l'article en donnant les références utiles à sa vérifiabilité et en les liant à la section « Notes et références ».
 (février 2022).
Améliorez-le ou discutez des points à vérifier. 
 (février 2022).
La culture de la Belgique, pays d'Europe de l'Ouest, désigne d'abord les pratiques culturelles observables de ses habitants (11 250 000, estimation 2017). Le pays est connu pour son art raffiné dans de nombreux domaines : gastronomie, art brassicole, architecture, courant artistique surréaliste, et la bande dessinée principalement.
Les régions correspondant aujourd'hui à la Belgique ont été le berceau de mouvements artistiques majeurs qui ont eu une influence importante sur l'art européen. L'art mosan, la peinture flamande de la Renaissance, la peinture baroque, les architectures romane, gothique, Renaissance et baroque ainsi que la musique classique de la Renaissance sont des éléments majeurs de l'histoire de l'Art.
La peinture flamande se développe du début du XVe au XVIIe siècle. Les Flandres ont produit les principaux peintres de l'Europe du nord et ont attiré de nombreux jeunes peintres prometteurs des pays voisins. Ces peintres flamands étaient invités à travailler dans les cours d'autres pays et ont eu une influence dans toute l'Europe. Depuis la fin de l'ère napoléonienne, les peintres flamands ont contribué à restaurer la bonne réputation acquise avec les Vieux Maîtres. L’école des primitifs flamands introduit deux innovations majeures en peinture qui sont caractérisées comme un véritable tournant dans l’histoire de l’art européen : la peinture à l'huile et le réalisme des représentations. La Belgique est aussi la nation de peintres romantiques, expressionnistes et surréalistes tels que Egide Wappers, Félicien Rops, Léon Spilliaert, James Ensor, Paul Delvaux, Constant Permeke ou encore René Magritte.
L'Art nouveau naît en Belgique en 1893, lorsque Victor Horta construit l'Hôtel Tassel. Dominé par les figures de Jean-Pierre Cluysenaar, Joseph Poelaert et Henri Beyaert, le style présente de multiples variantes comme l'éclectisme proprement dit (un style qui juxtapose sans règles des éléments puisés dans l'ensemble du répertoire architectural historique), l'éclectisme teinté de néo-classicisme, les styles néo-Renaissance italienne et française, le néoroman, le néogothique, le style néo-Renaissance flamande, le néo-baroque, le néo-Tudor, le style néo-mauresque ou encore l'éclectisme teinté d'Art nouveau.
Le poète Émile Verhaeren, le nouvelliste Henri Conscience et le romancier Georges Simenon ont enrichi la littérature de leurs écrits. Maurice Maeterlinck remporta le prix Nobel de littérature en 1911.
La bande dessinée belge s'est fait connaître internationalement grâce à Hergé et les aventures de Tintin, mais on peut citer également Edgar P. Jacobs (Blake & Mortimer), Peyo (Les Schtroumpfs) ou André Franquin (Gaston Lagaffe, Spirou & Fantasio), Philippe Geluck (Le Chat), Jean-Claude Servais, François Schuiten (Urbicande, Les Cités obscures, Le Labyrinthe).
La musique électronique est également une facette importante du rayonnement international de la Belgique depuis une trentaine d'années. Des noms comme Telex, Front 242, The Neon Judgement, Praga Khan, CJ Bolland (Britannique vivant à Anvers depuis l'âge de trois ans), mais surtout des styles entiers qui y sont apparus au cours des années 1980 comme la new beat ou l'electronic body music, ont confirmé les faveurs du public pour ce domaine de création. Plus symphonique mais pas moins électronique, Wim Mertens a aussi beaucoup exploré les musiques répétitives.

## Histoire culturelle
.

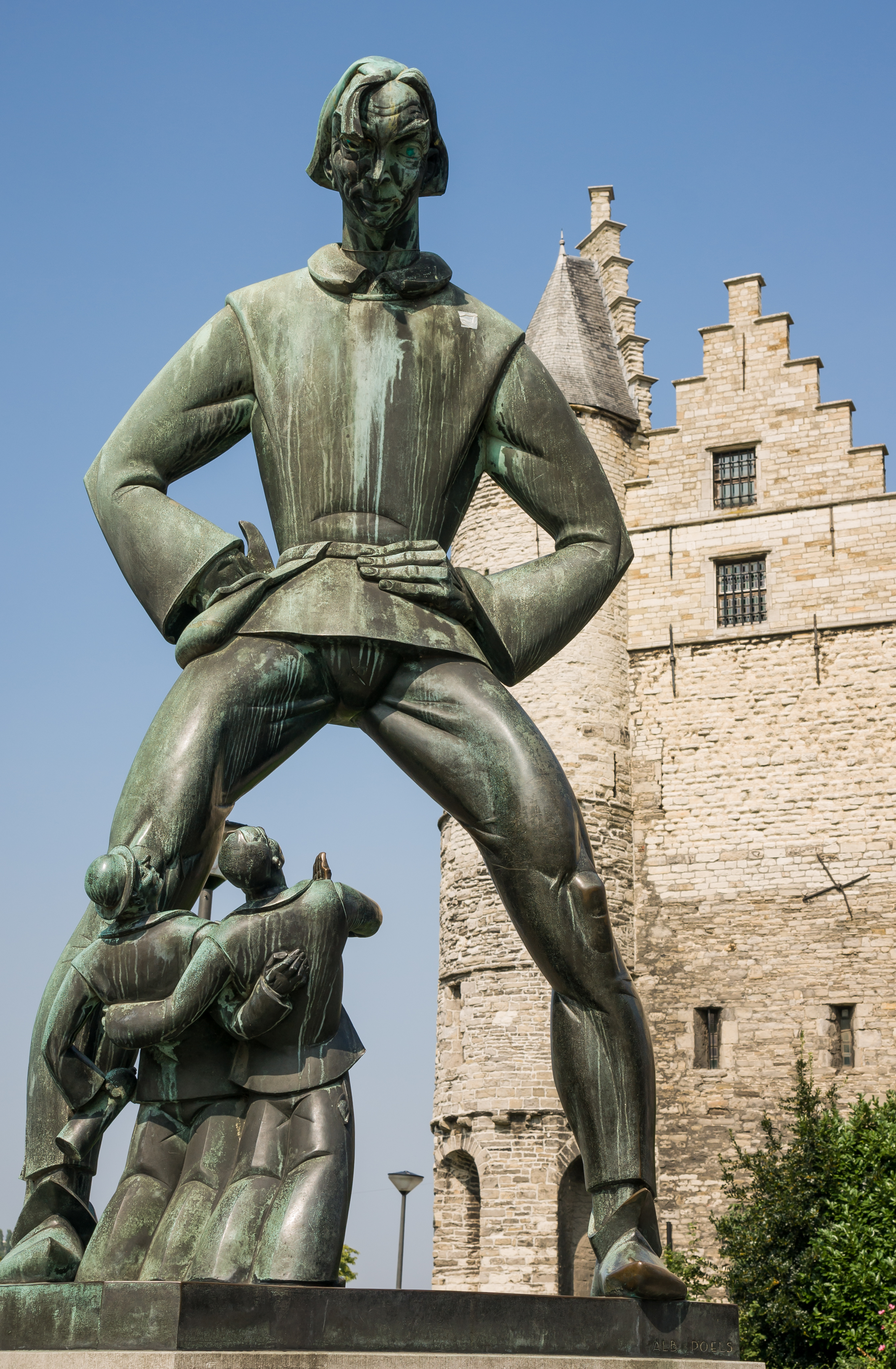
Statue De Lange Wapper en face du château Het Steen à Anvers

Historiquement il existe un héritage qui est le fruit d'une longue histoire commune. On pense notamment aux multiples colonisations, depuis les invasions germaniques, romaines, puis espagnoles, françaises et hollandaises jusqu'à l'indépendance de 1830. On pense aussi à l'héritage religieux catholique. En effet, la Belgique, terre catholique à la limite des territoires protestants, reçut toute l'attention de l'Église au temps de la Contre-Réforme, d'autant plus qu'elle avait été dans un premier temps tentée par le protestantisme[réf. nécessaire]. Ainsi, l'Église encouragea le développement de pèlerinages, de processions et de toutes sortes de manifestation religieuses populaires qui contrastaient avec la sobriété protestante. Ces rassemblements avaient aussi souvent pour vocation de remplacer, aux mêmes dates, des célébrations païennes ou ancestrales. Cela a eu un impact considérable sur le folklore belge, tant au nord qu'au sud du pays. Le catholicisme est resté très tardivement influent dans l'ensemble de la Belgique (contrairement à la France qui fut très tôt déchristianisée), même si les bassins industriels wallons furent déchristianisés légèrement avant le reste du pays, à la suite d'une industrialisation brutale. Cette influence catholique se traduisit par une grande influence de la démocratie chrétienne sur la vie politique du pays.
Malgré ces quelques bases, l'existence d'un socle culturel commun est mis à mal par la compartimentation culturelle des deux grandes communautés linguistiques du pays. En ce qui concerne l'enseignement, les Flamands vont étudier aux universités de Louvain (KUL), Anvers (UA), Bruxelles (VUB), Gand (RUG) et autres, tandis que les étudiants francophones se retrouvent à Bruxelles (ULB), Louvain-la-Neuve (UCL), Liège (ULG), Mons (UMH), Namur (UNamur) ou Gembloux. Ces éléments de relative séparation culturelle ne sont toutefois pas propres à la Belgique et se retrouvent également dans d'autres pays européens multilingues (la Suisse, par exemple). En Belgique, les associations scientifiques sont également organisées selon les communautés. Seules certaines institutions dépendent du pouvoir fédéral, comme l'Académie des Sciences.
L'existence d'une culture wallonne est soutenue par certains auteurs dont Xavier Mabille (la Belgique depuis la Seconde Guerre mondiale, Crisp, Bruxelles, 2003) et Hervé Hasquin (la Wallonie, son histoire, Luc Pire, Bruxelles, 1999). Ainsi un Manifeste pour la culture wallonne fut signé en 1983 par Jean Louvet, Julos Beaucarne, Thierry Haumont, Jacques Dubois, Michel Quévit, Paul Meyer, Gabriel Ringlet, André Blavier. Vingt ans après, une deuxième édition intitulée Manifeste pour une Wallonie maîtresse de sa culture, de son éducation et de sa recherche a été présentée au Parlement wallon le 15 septembre 2003, une proposition de décret a été déposée. Cette démarche a suscité la création du Mouvement du Manifeste Wallon (MMW).

### Domaines culturels
.

L'Entrée du Christ à Bruxelles, 1888.

- le Surréalisme en Belgique (entre autres de Paul Delvaux, René Magritte, et pas très éloignés : James Ensor, Léon Spilliaert)[réf. nécessaire]
- La culture gastronomique belge (avec pour spécialités les plus connues les frites, le chocolat et les gaufres)
- La bière belge (inscrite au patrimoine culturel immatériel de l'UNESCO)
- la Danse en Belgique et en particulier le langage scénique contemporain (de Pierre Droulers, Frédéric Flamand, Nicole Mossoux, Anne Teresa De Keersmaeker, Jan Fabre, Wim Vandekeybus, Alain Platel.
- la Musique électronique : l'anticipation du groupe Telex dès 1980, l'émergence de l'electronic body music en 1982, de la new beat en 1987, l'importance et le nombre des événements liés à la House music, à la techno (dont de nombreux festivals majeurs comme I Love Techno, le Festival des Ardentes (Liège), 10 Days Off (Gand), la City Parade, Kozzmozz ou Tomorrowland) en ont fait une plaque tournante européenne des arts liés aux loisirs nocturnes. Aujourd'hui encore ces festivals et de nombreuses discothèques entretiennent l'existence de nombreux artistes consacrés aux musiques électroniques.
- la Bande dessinée, et surtout ce qui fut appelé « l'école de Marcinelle »[3], à ajouter au rayonnement international de Tintin et d'Hergé. En particulier, le style de la « ligne claire » semble s'être affirmé par la main d'auteurs essentiellement belges.
- la mode avec les Six d'Anvers.

## Langues, peuples, cultures

### Langues
- Langues en Belgique, Langues de Belgique
- Langues officielles : allemand (1 %), français (40-43 %), néerlandais (57-60 %)
- Langues minoritaires, langues régionales endogènes, dialectes :
  - brabançon, champenois, flamand occidental, flamand oriental, francique ripuaire, limbourgeois, gaumais, luxembourgeois, picard, wallon
- Charte européenne des langues régionales ou minoritaires
- Langues étrangères :
- Langues immigrantes
- Législation sur l'usage des langues en Belgique, Politique linguistique de la Belgique, Facilités linguistiques
- Usage de l'anglais à Bruxelles, Francisation de Bruxelles
- Langue des signes de Belgique francophone, Langue des signes flamande
- Français de Belgique, Wallonisme

### Peuples
- Démographie de la Belgique
- Étrangers en Belgique
- Groupes ethniques en Belgique
- Diaspora belge
- Diaspora wallonne
- Immigration en Belgique
- Expatriation en Belgique

### Communautés
- Communautés de Belgique, Question communautaire en Belgique
  - Communauté française de Belgique
  - Communauté flamande
  - Communauté germanophone de Belgique (76 645 en 2016)

## Traditions

### Religions
- .Religion en Belgique, Religion en Belgique (rubriques)
- Christianisme en Belgique (rubriques) (40-70 %)
  - Catholicisme (43 % officiellement), Conférence épiscopale de Belgique, Catholicisme en Belgique
    - 57 % de baptisés en 2006, mais peut-être 3-4 % de catholiques actifs
    - Basilique Notre-Dame de Montaigu
    - Église catholique syriaque, Père Samuel

  - Orthodoxie (40 000-70 000)
    - Métropole orthodoxe grecque de Belgique, Archevêché des églises orthodoxes russes en Europe occidentale, Éparchie d'Europe occidentale

  - Protestantisme (100 000-250 000,2-5 %), Conseil administratif du Culte protestant et évangélique, Confessio Belgica (1567)
    - Église protestante unie de Belgique (50 000)
    - Église protestante de Bruxelles (Chapelle royale), Église chrétienne protestante française-allemande de Bruxelles, Protestantse Kerk Brussel (en)
    - Union des baptistes en Belgique

  - Anglicanisme, Comité central anglican (21 000)
  - Antoinisme (10 000-20 000)
- Spiritualités minoritaires
  - Islam en Belgique (350 000-(420 000 ou (781 887, 7-12 %), Exécutif des musulmans de Belgique. Depuis la fin des années 1990, un grand nombre de citoyens musulmans ont fait de la reconnaissance de l’islam et de la lutte contre les discriminations religieuses dans le processus d’institutionnalisation, un enjeu important de la reconnaissance de leur identité et, plus généralement, de l’identité musulmane d’une partie de la population belge. Un certain nombre d’affaires, comme celles concernant le port du voile islamique, ont révélé la crispation de la société belge à l’égard des manifestations de la religion musulmane dans l’espace public[4].
  - Judaïsme en Belgique (12 000-40 000), Consistoire central israélite de Belgique
    - Histoire des Juifs en Belgique, Shoah en Belgique, Antisémitisme au xxie siècle en Belgique
    - Sacrement du Miracle (1370), History of the Jews in Antwerp (en)

  - hindouisme en Belgique (en) ( 6 500)
  - Jaïnisme en Belgique (en) (2 000-7 000), Jaïnisme
  - bouddhisme en Belgique (10 000-30 000), union bouddhique belge, Yeunten Ling
    - Ogyen Kunzang Chöling

  - Sikhism in Belgium (en)
- Irreligion in Belgium (en) (28-48 %), Laïcité organisée, Conseil central laïque, Libre-pensée
  - athéisme (17 %)
  - Agnosticisme (10 %)
- Freedom of religion in Belgium (en)

### Symboles

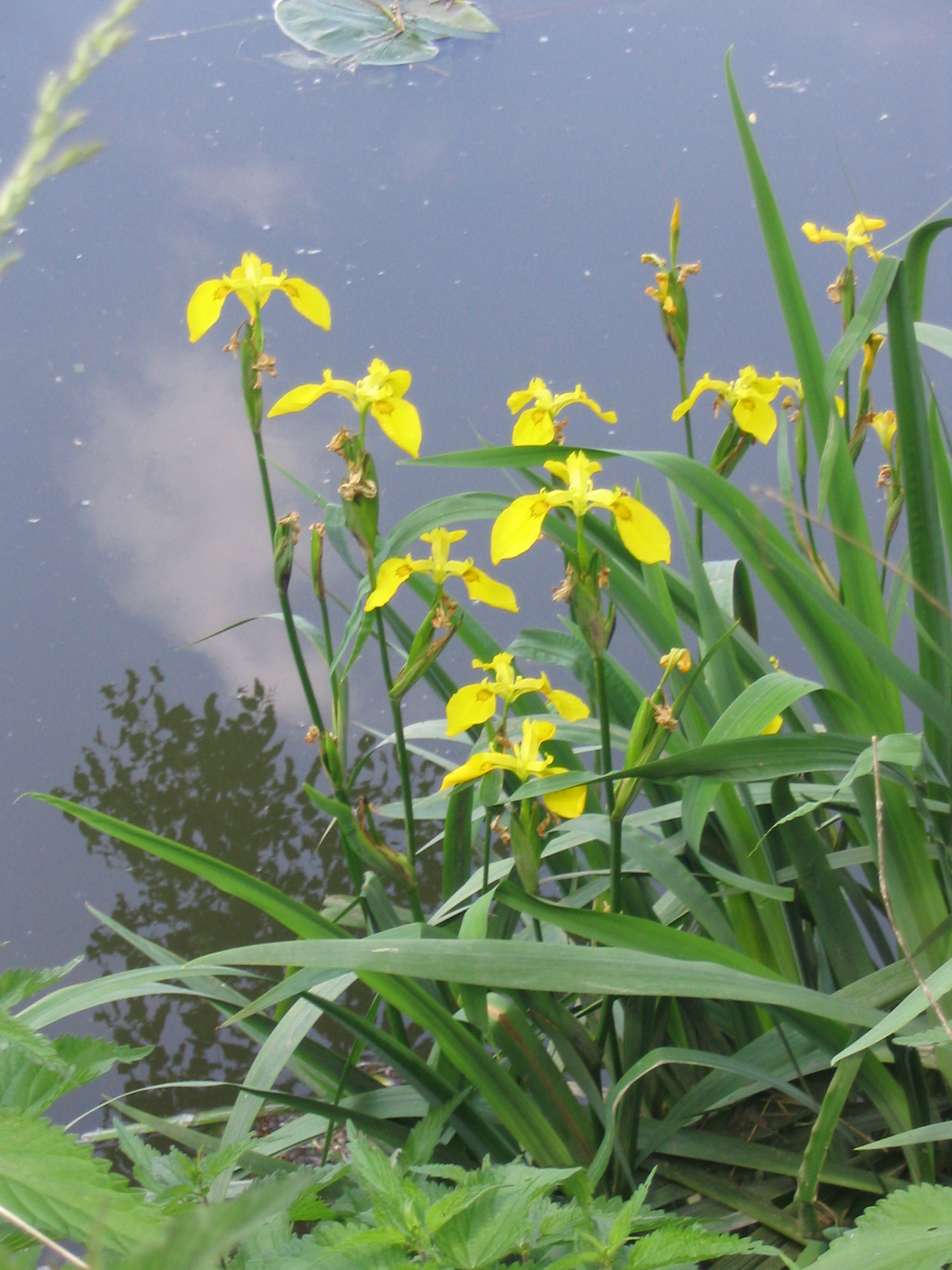
Iris pseudacorus

- Armoiries de la Belgique, Drapeau de la Belgique
- Personnages :	Belgica
- Emblème végétal : Iris des marais
- Lion belgique
- La Brabançonne, hymne national depuis 1830.

### Folklore et mythologie
- Folkloristes belges
- Légendes belges
  - Bokkenrijders, Bayard (cheval), Manneken-Pis, Till l'Espiègle
- Folklore belge,
  - Folklore ardennais (rubriques)
  - Folklore bruxellois (rubriques)
  - Folklore wallon (rubriques)
    - Fête des allumoirs, Échasseurs namurois, Éteigneur de lune
- Géants du Nord, Géants et dragons processionnels de Belgique et de France
- Mythology in the Low Countries (en)

- Spiegeltent : fabriquées exclusivement en Belgique et exportées en grand nombre partout dans le monde durant les XVIIIe et XIXe siècles, les Spiegeltenten (en néerlandais dans le texte) étaient de grandes salles de bal mobiles, décorées de loges de bois entourant une piste de danse centrale, surplombées d'un toit de toile, et caractérisées par des murs couverts de miroirs pour accentuer l'impression d'espace. On les retrouve aujourd'hui entre autres au Canada, en Australie, en Nouvelle-Zélande, en Écosse, aux États-Unis (Washington et Californie), et en France.
- Les carnavals (Binche, La Louvière, Chapelle-lez-Herlaimont, Malmedy, Stavelot, Fosses-la-Ville, Andenne, Alost…), la ducasse de Mons (populairement appelée : le Doudou), l'Ommegang de Bruxelles, les géants d'Ath, les marches de l'Entre-Sambre-et-Meuse, la plantation du Meiboom à Bruxelles, les Gentse Feesten (dix jours de fête de la ville de Gand en juillet).

- Il y a également un folklore estudiantin bien vivant dans les villes universitaires du pays.

- Folklore moderne : Zinneke Parade de Bruxelles, Nuit blanche en octobre à Bruxelles, Brussels Jazz Weekend annuel anciennement Brussels Jazz Marathon, Fêtes du 15 août en Sambre-et-Meuse, 24 heures vélo de Louvain-la-Neuve (événement à ce point populaire qu'il quitte le cercle strictement estudiantin), City Parade, les Wallos (Fêtes de Wallonie, principalement à Namur).

### Pratiques

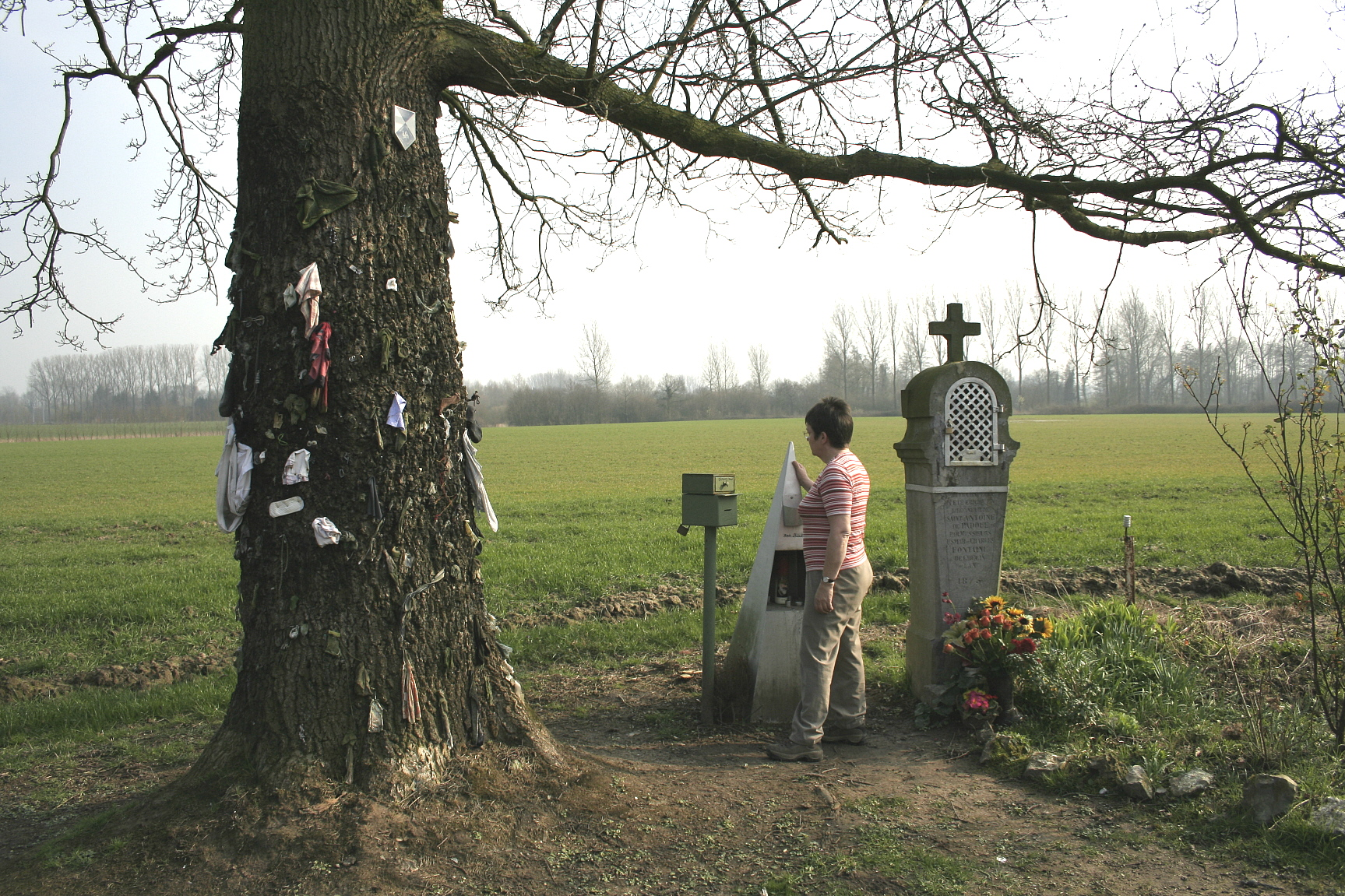
L'arbre à clous de Herchies (Belgique).

- Arbre à clous, Arbre à loques
- Néopaganisme
- Rituel des classes d'âge de Louvain

### Fêtes
- Fêtes et jours fériés en Belgique
- Fêtes belges
  - Ducasse
  - Fêtes historiques du Festin

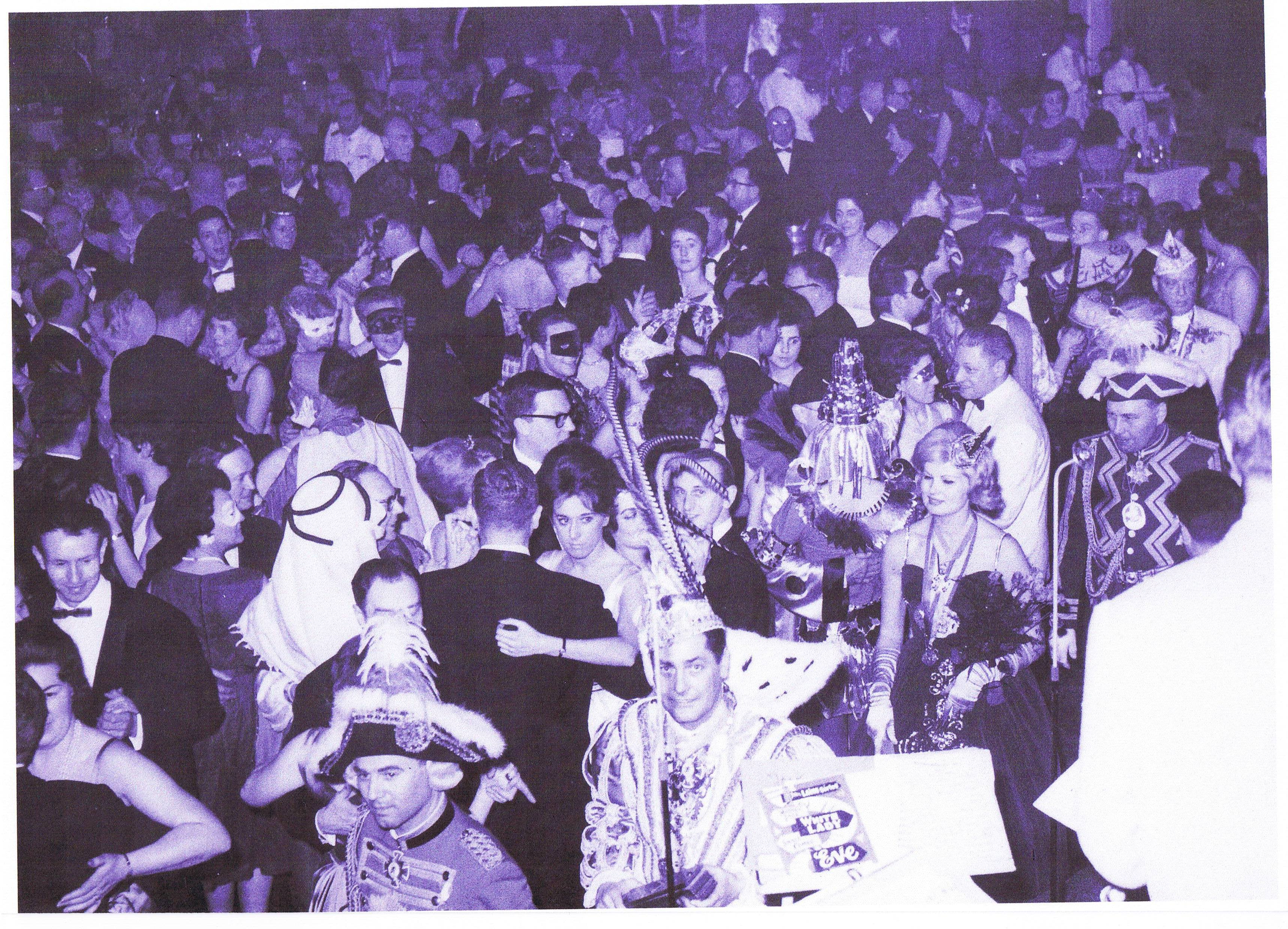
Le bal du Rat mort (1968)

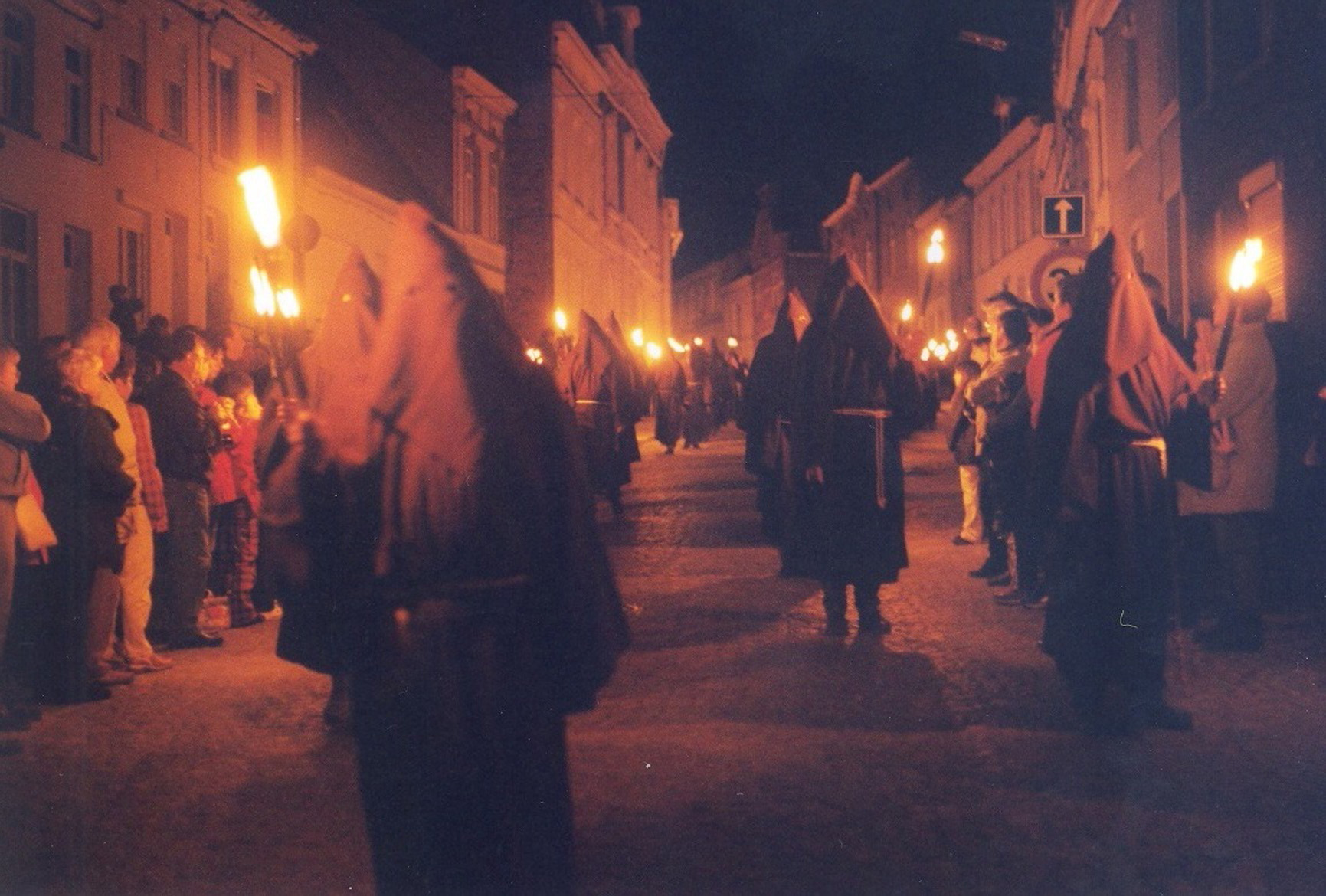
Procession des pénitents de Lessines

  - Fête de la moisson de Bonne-Espérance
  - Procession des pénitents de Lessines
  - Grande procession de Tournai
  - Procession du Saint-Sang
  - Carnaval en Belgique
    - Bal du Rat mort
    - Carnaval de Binche

  - Noël en Belgique
- Traditions de Wallonie
  - Liste des saints vénérés en Wallonie

## Société
- Liste de Belges
- Personnalités belges
- Société belge, Société belge (rubriques)

### Famille
- Genre
- Femmes
  - Chronologie du statut de la femme en Belgique, Deuxième vague du féminisme en Belgique
- Naissance
  - Adoption en Belgique
- Noms : Patronymes belges, Prénoms belges, Liste des prénoms belges,
- Enfance
- Jeunesse
- Sexualité
- Union maritale
- Emploi, Travail en Belgique (rubriques)
- Vieillesse
- Mort
- Funérailles

### Éducation
- Système éducatif en Belgique, Éducation en Belgique (rubriques)
- Première guerre scolaire (1879-1884), Deuxième guerre scolaire (1950-1959)
- Pédagogues belges
- Diplômes belges, Doctorandus (en)
- List of schools in Brussels (en)
- List of schools in West Flanders (en)
- Université en Belgique

- List of archives in Belgium (en)
- List of libraries in Belgium (en)
- Académie royale des sciences, des lettres et des beaux-arts de Belgique, Académie royale de médecine de Belgique
- Science en Belgique, Science en Belgique (rubriques)
- Science et technologie en Belgique (en)
- Liste des Belges lauréats du prix Nobel
- Fonds de la recherche scientifique, recherche et innovation en Belgique, politique scientifique fédérale belge
- Flemish Council for Science and Innovation (en)
- Centres ou instituts de recherche francophones en sociologie
- Généralités : Liste des pays par taux d'alphabétisation, Liste des pays par IDH

### Droit
- Criminalité en Belgique, Criminalité en Belgique (rubriques)
- Droit belge, Droit en Belgique (rubriques)
- Nationalité belge
- Minimum legal ages in Belgium (en)
- Criminalité en Belgique (rubriques), Crime in Belgium (en)
- Crime organisé : 'Ndrangheta, Mafia albanaise, Mafia turque, Hells Angels, Bande Scarface, Sun Yee On…
  - Dossier K., Bullhead
- Violence contre les femmes en Belgique
- Prostitution en Belgique
- Rape in Belgium (en)
- Senseless violence (en) en Belgique, Tueries du Brabant
- Corruption in Belgium (en)
- Human trafficking in Belgium (en), Matrioshki : Le Trafic de la honte (série télévisée)
- Loi contre le racisme et la xénophobie (Belgique)
- Commissariat royal à la politique des immigrés
- Droits LGBT en Belgique
- Catégorie:Droits de l'homme en Belgique
- Rapport Belgique 2016-2017 d'Amnesty International

### État
- Histoire de la Belgique, Histoire de la Belgique (rubriques)
- Politique en Belgique, Politique en Belgique (rubriques)
- Question royale
- Belgicanisme, Unionisme (Belgique)
- Liste des guerres de la Belgique
- Liste des massacres en Belgique
- Pauvreté en Belgique
- Insurrection wallonne de 1886
- 2006 Brussels riots (en)
- Grèves en Belgique
- Sécurité publique en Belgique[5]
- Terrorisme en Belgique, Terrorisme en Belgique (rubriques)
- Police (Belgique)

### Divers
- Franc-maçonnerie en Belgique
- Emploi / chômage ?
- Coût de la vie[6] : en décembre 2017, le salaire moyen serait de 3543 euros (contre 2900 en France).

## Arts de la table
- Produits belges à désignation d'origine protégée

### Cuisine(s)
- Cuisine belge (rubriques)
  - Gastronomie flamande
  - Gastronomie wallonne, Gastronomie wallonne (rubriques)
  - Cuisine liégeoise (rubriques)
  - Cuisine bruxelloise, Cuisine bruxelloise (rubriques)
  - Limburgian cuisine (en)
- Spécialités régionales belges, Liste des mets belges
- Fromages belges
- Gaufres
- Pâtisseries belges
- Chocolat belge

Sa gastronomie (Waterzooï de poulet à la gantoise, carbonade flamande, lapin aux pruneaux et à la bière, croquettes de crevettes grises, ses « caricoles »), boulets-frites à la liégeoise, sans oublier les frites inventées au XIXe siècle dans la région de Huy, les gratins de chicons à la bruxelloise, la gaufre, le spéculoos, le craquelin, le pistolet, les tartines au fromage blanc, la moutarde, le genièvre et la salade liégeoise.
Son fameux chocolat : les « ballotins de pralines » confectionnés par Corné, Godiva, Neuhaus, Wittamer, Galler, Leonidas.

### Boisson(s)
- Boissons en Belgique
- Marques d'eau minérale en Belgique :
  - Spa (eau minérale), Liste des sources de Spa
  - Bru (eau minérale), Chaudfontaine (eau), Meudon (eau minérale), Val d'Aisne (eau minérale), Valvert (eau minérale)
- Viticulture en Belgique
- Bière belge
- Genièvre (boisson), Peket
- Liste des boissons produites en Région wallonne
- Estaminet

Ses bières (plus de 700 bières différentes dont les fameuses gueuzes, trappistes ou blanches).
Ses vins avec l'appellation contrôlée du Hageland (environ 80 000 bouteilles par an) et les appellations wallonnes plus récentes de Côtes de Sambre et Meuse et « Vins de pays des jardins de Wallonie ».

## Santé
- Santé, Santé publique, Protection sociale
- Système de santé belge, Santé en Belgique (rubriques)
- Agence fédérale pour la sécurité de la chaîne alimentaire
- Service public fédéral Santé publique, Sécurité de la chaîne alimentaire et Environnement
- Maison médicale, Centre public d'action sociale
- Histoire de la psychiatrie en Belgique
- Psychothérapeutes belges
- Club Antonin Artaud
- Stations thermales en Belgique
- Drogues en Belgique : Cannabis en Belgique

- Liste des pays par taux de tabagisme, Liste des pays par taux de natalité, Liste des pays par taux de suicide

### Jeux populaires
- Jeux traditionnels
  - Balle pelote

- Divertissement en Belgique
- Jeux vidéo en Belgique (en)

### Sport
- Sport en Belgique, Sport en Belgique (rubriques)
- Athlétisme, basket-ball, cyclisme, football, handball, rugby, tennis, volley-ball...
- Sportifs belges, Sportives belges
- Belgique aux Jeux olympiques
- Jeux de la Francophonie
- Belgique aux Jeux paralympiques, Belgique aux Jeux paralympiques (rubriques)
- Belgique aux Deaflympics
- Handisport en Belgique
- Mérites sportifs de la Communauté française
- Sportif belge de l'année
- Spéléologie en Belgique

### Arts martiaux
- Arts martiaux en Belgique
- Liste des arts martiaux et sports de combat
- Boxe, Karaté, Judo

### Autres
- Concours de pinsons (Vinkensport)

- Jeux de casino
  - Casino de Namur
  - Redoute (Spa)
  - Casino de Knokke

## Média
- Médias en Belgique, Média en Belgique (rubriques)
- Télécommunications en Belgique (en), Télécommunications en Belgique (rubriques)
- Liberté de presse en Belgique
- Journalistes belges
- Association des journalistes professionnels
- Conseil de déontologie journalistique

### Presse écrite
- Presse écrite en Belgique (rubriques)
- Presse écrite en wallon
- Liste de journaux en Belgique
- Magazines belges
- Centre d'information sur les médias

### Radio
- Radio en Belgique (rubriques)
- Liste des stations de radio en Belgique, Stations de radio en Belgique
- Institut national de radiodiffusion, Institut des services communs

### Télévision
- Télévision en Belgique (rubriques)
- Liste des chaînes de télévision en Belgique

### Internet (.be)
- Internet en Belgique
- Presse écrite web en Belgique
- Sites web belges
- Blogueurs belges
- Censure d'internet en Belgique (en)
- Sites bloqués en Belgique (en)

## Icônes artistiques de Belgique
- Canon de Flandre
- L'art plastique : Jean Brusselmans (1884-1953), Paul Delvaux, Jan Cox, René Hausman, Marie-Jo Lafontaine (sculpteur, vidéaste, photographe), Johan Muyle…
- Peinture : primitifs flamands, surréalisme, Jean-Michel Folon, Georges-Émile Lebacq, René Magritte, Pierre Paul Rubens, Anna Boch, Eugène Boch, James Ensor, Léon Spilliaert…
- L'architecture Art nouveau : Victor Horta, Gustave Serrurier-Bovy, Joseph Diongre, Henry Clément van de Velde, Paul Hankar, etc.
- La bande dessinée : Hergé, André Franquin, Peyo, Jijé, Morris, Dupa, Greg, Jean Van Hamme, François Schuiten, Yves Swolfs, Edgar P. Jacobs, Philippe Geluck (dessinateur, humoriste), Will, et beaucoup d'autres à découvrir notamment sur la page Bande dessinée belge.
- Le fantastique : Georges Eekhoud, Jean Ray, Marcel Thiry, Jacques Sternberg, Franz Hellens, Thomas Owen…
- Les chorégraphes contemporains : Anne Teresa De Keersmaeker, Jan Fabre, Alain Platel, Meg Stuart, Wim Vandekeybus, Jan Lauwers, Michèle Anne De Mey, Sidi Larbi Cherkaoui, Koen Augustijnen, Thierry Smits…
- Les photographes : Dirk Braeckman, Roland Castro, Marie-Françoise Plissart, Anne De Gelas, Hubert Grooteclaes, Pierre Houcmant, Damien Hustinx, Alain Kazinierakis, Marcel Lefrancq, Robert Fréson…
- Les musiciens et chanteurs : Jacques Brel, Stromae, Natacha Atlas, Sttellla, Jean-Luc Fonck, Jéronimo, Salvatore Adamo, Axelle Red, Maurane, Philippe Lafontaine, Pierre Rapsat, Marka, Lara Fabian, Annie Cordy, Arno, Sarah Bettens, dEUS, Été 67, Soulwax, Novastar, An Pierlé, Hooverphonic, Front 242, The Neon Judgement, Wallace Collection, Sharko, Ghinzu, Girls in Hawaii, Les Gauff' Au Suc', William Dunker, Starflam, Ivan Paduart, Zop Hopop, Didier Laloy…
- Les comiques : Laurence Bibot, Bruno Coppens, Raymond Devos (comique, clown, musicien), Noël Godin (humoriste, écrivain, entarteur), André Lamy, Marion, François Pirette, Stéphane Steeman…
- Les acteurs de cinéma : Matthias Schoenaerts, Natacha Amal, Émilie Dequenne, Marie Gillain, Natacha Régnier, Déborah François, Benoît Poelvoorde, Jérémie Renier, Olivier Gourmet, François Damiens, Cécile de France, Lucas Belvaux (également réalisateur), Alexandra Vandernoot, Jan Decleir, Jean-Claude Van Damme et d'autres encore sur la page des acteurs belges
- Les cinéastes : Chantal Akerman, Jean-Jacques Andrien, Lucas Belvaux (également acteur), Alain Berliner, Edmond Bernhard, Philippe Blasband, Manu Bonmariage, Peter Brosens, Jean-Marie Buchet, Jan Bucquoy, Hugo Claus, Harry Cleven, Gérard Corbiau, Luc et Jean-Pierre Dardenne, Robbe De Hert, Luc de Heusch, André Delvaux, Dominique Deruddere, Frédéric Fonteyne, Yves Hanchar, Marian Handwerker, Marion Hänsel, Joachim Lafosse, Benoît Lamy, Bouli Lanners, Boris Lehman, Roland Lethem, Marc Lobet, Marie Mandy, Benoit Mariage, Paul Meyer, Yolande Moreau, Picha, Pierre-Paul Renders, Dominique Standaert, Henri Storck, Danis Tanovic, Jaco Van Dormael, Thierry Zéno et d'autres sur la page des réalisateurs belges.

## Littérature belge
- Littérature belge, Littérature belge (rubriques)
- Écrivains belges, Liste d'écrivains belges
- Écrivains belges par genre
- Œuvres littéraires belges
- Prix littéraires en Belgique

La Belgique est un pays biculturel, la « littérature belge » réunit à grand peine l'ensemble des productions des auteurs flamands et wallons. Les écrivains belges font partie et participent soit à la littérature française, soit à la littérature néerlandaise. On entendra donc par « auteurs belges » les écrivains, francophones ou néerlandophones, nés sur le territoire belge actuel.
Les écrivains flamands sont couramment lus aux Pays-Bas, et vice-versa ; les écrivains belges francophones sont couramment lus en France et inversement. Mais il est très rare qu'une œuvre flamande pénètre la sphère culturelle francophone et réciproquement les auteurs belges francophones se tournent généralement vers Paris plutôt que vers leurs voisins du nord.
Il existe également une littérature régionale, notamment wallonne.

### Revues littéraires et artistiques
- L'Uylenspiegel (1856-1863)
- La Jeune Belgique (1881-1897) et L'Art moderne
- La Wallonie (1886-1892)
- Ça ira !, revue créée par Paul Neuhuys et Willy Koninck
- Temps mêlés (1952)
- Le carnet et les instants
- Le Fram

### Prix littéraires
- Prix Victor-Rossel, récompense l'auteur d'un roman ou d'un recueil de nouvelles belge. Il s'agit d'un des événements majeurs de la vie littéraire en Belgique.
- Prix Victor-Rossel des jeunes, décerné par un jury composé d'étudiants de dernière année (équivalent BAC) de Belgique.
- Prix biennal d'Art dramatique de l'Union des Artistes du spectacle, en alternance avec le Prix du meilleur livret d'opéra
- Prix triennal de poésie de la Fédération Wallonie-Bruxelles décerné en 2007 à Jan Baetens pour Cent fois sur le métier, Éd. Les Impressions nouvelles, 2008
- Prix triennal du roman de la Fédération Wallonie-Bruxelles
- Prix triennal d'Art dramatique, de la Fédération Wallonie-Bruxelles (liens vers les auteurs primés)
- Prix quinquennal de littérature, également appelé Prix du couronnement de carrière, car il récompense un auteur pour l'ensemble de son œuvre.
- Prix quinquennal de l'essai, décerné pour la première fois en 1925.
- Prix Marguerite Van de Wiele. Prix quinquennal réservé à un auteur féminin belge de langue française pour un roman ou un recueil de nouvelles
- Prix de la première œuvre décerné en 2010 à Valérie de Changy pour Fils de Rabelais, éditions Aden.
- Prix de la traduction littéraire, décerné sur proposition du Collège européen des traducteurs littéraires de Seneffe.
- Prix Marcel Thiry, prix annuel récompensant alternativement une œuvre poétique et une œuvre romanesque.
- Prix des auditeurs de la Première, prix décerné par un jury de lecteurs de la RTBF
- Prix du rayonnement des lettres à l'étranger, qui récompense une personne de nationalité étrangère à la Belgique
- Prix Indications, qui se propose de faire découvrir à un public jeune la littérature belge francophone contemporaine et de l'éveiller à la pratique de la critique littéraire.
- Prix Renaissance de la Nouvelle, décerné chaque printemps, par la Ville d’Ottignies-Louvain-la-Neuve, à un nouvelliste élu par un jury franco-belge.
- Prix Jean Muno, prix littéraire du Centre culturel du Brabant wallon, décerné tous les deux ans, récompensant une première œuvre éditée, singulière et prometteuse (roman ou recueil de nouvelles). Ce prix récompense des auteurs belges ou vivant en Belgique.
- Prix Jean Lebon. Cette distinction récompense, chaque année, un écrivain né ou domicilié sur les territoires de la province de Luxembourg, du Grand-Duché de Luxembourg, de la Lorraine et des Ardennes françaises.
- Grand Prix de la Communauté française Fureur de Lire
- Prix Bernard Versele, qui récompense des ouvrages de la littérature d'enfance et de jeunesse choisis par un jury composé d'enfants de 3 à 13 ans.
- Prix littéraire belgo-canadien

### Liste non exhaustive d'écrivains belges
- Henry Bauchau (1913-2012), Léonard Nolens (1947-)

## Artisanat
- Arts appliqués, Arts décoratifs, Arts mineurs, Artisanat d'art, Catégorie:Artisan, Trésor humain vivant, Maître d'art
- Artisanat par pays, Artistes par pays

Les savoir-faire liés à l’artisanat traditionnel relèvent (pour partie) du patrimoine culturel immatériel de l'humanité.
Mais une grande partie des techniques artisanales ont régressé, ou disparu, dès le début de la colonisation, et plus encore avec la globalisation, sans qu'elles aient été suffisamment recensées et documentées.
- Musées d'art en Belgique
- Musées d'arts décoratifs ou appliqués en Belgique
- Artistes belges, Artistes wallons

### Arts graphiques
- Calligraphie, Enluminure, Gravure, Origami
- Imprimeurs belges
- Graveurs belges

### Design
- Communication : Graphisme, Illustration, Typographie, Imprimerie
- Design par pays
- Designers belges

### Textiles, cuir, papier
- Art textile, Arts textiles, Design textile
- Mode, Costume, Vêtement, Confection de vêtements, Stylisme
- Broderie, Couture, Dentelle, Tapisserie,
- Dentelle : Antwerp lace (en), Brussels lace (en), Brussels lace (en), Flanders lace (en)
- Arts textiles de Belgique (version anglophone)
- Artistes belges du textile
- Designers belges de la mode
- Mode belge
- Couturiers belges, Stylistes belges, Liste de stylistes belges

- Textile, Costume traditionnel (rubriques)
- Arts du textile en Belgique
- Entreprises d'habillement en Belgique

### Bois, métaux
- Boiserie, Menuiserie, Ébénisterie, Marqueterie, Gravure sur bois, Sculpture sur bois, Mobilier, Lutherie
- Dinanderie, Dorure, Chalcographie

### Poterie, céramique, faïence
- Mosaïque, Poterie, Céramique, Terre cuite
- Céramistes belges

### Verrerie d'art
- Art verrier, Verre, Vitrail, Miroiterie
- Maîtres verriers belges

### Joaillerie, bijouterie, orfèvrerie
- Bijouterie, Horlogerie, Joaillerie, Orfèvrerie
- Orfèvres belges
- Musée de l'orfèvrerie Sterckshof
- Musée de l'orfèvrerie de la Communauté française de Belgique
- Académie d'histoire de l'orfèvrerie en Belgique

### Espace
- Architecture intérieure, Décoration, Éclairage, Scénographie, Marbrerie, Mosaïque
- Jardin, Paysagisme
- Parcs et jardins en Belgique

## Arts visuels
- Arts visuels, Arts plastiques, Art brut, Art urbain
- Art en Belgique, Art en Belgique (rubriques)
- Écoles d'art en Belgique
- Artistes belges
- Artistes contemporains belges

- Prix artistiques en Belgique
- Art brut en Belgique
- Musées d'art en Belgique, Liste de musées d'art en Belgique
  - Palais des beaux-arts de Bruxelles
- Art urbain, Art urbain (rubriques)
- Culture en Belgique par ville (rubriques)

### Dessin
- Bande dessinée belge, Bande dessinée belge (rubriques), Bande dessinée en Wallonie
- Gravure par pays, Gravure belge (rubriques), Graveurs belges
- Dessinateurs belges
- Illustrateurs belges
- Affichistes belges
- Calligraphes belges
- Enlumineurs belges

### Peinture
- Peinture, Peinture par pays
- Peintres belges, Liste de peintres belges
- Peintres wallons, Peinture en Wallonie
- Graffiti, Graffiti en Belgique
- Peinture murale, Peintures murales en Belgique
- Mouvements dans la peinture néerlandaise
- Primitifs flamands, Liste de peintres primitifs flamands (en)
  - Hubert van Eyck, Jan van Eyck , Rogier van der Weyden, Hans Memling, Hieronymus Bosch, Quentin Matsys, Frères de Limbourg, Melchior Broederlam, Jean Malouel, Robert Campin, Juan de Flandes, Joachim Patinir, Jean Hey, Geertgen tot Sint Jans
- Peinture flamande, École d'Anvers, Pieter Brueghel l'Ancien
- École hollandaise, École de Delft
- Peinture baroque flamande
- Maniérisme du Nord, Bamboccianti, Caravagisme, École caravagesque d'Utrecht, Fijnschilders, Peinture architecturale
- École de La Haye, Impressionnisme d'Amsterdam
- Luminisme, École de Bergen, Nouvelle école de La Haye (en)

### Sculpture
- Sculpture, Sculpture par pays
- Sculpture en Belgique, Sculpture en Belgique (rubriques)
- Sculpture bruxelloise
- Sculpteurs belges

### Architecture
- Architecture par pays
- Architecture en Belgique, Architecture en Belgique (rubriques)
- Monuments en Belgique
- Architectes belges
- Architecture monumentale en Belgique
- Urbanisme en Belgique (rubriques)
- Patrimoine culturel en Belgique
- Chefs-d’œuvre du Patrimoine oral et immatériel de la Fédération Wallonie-Bruxelles
- Liste d'édifices gothiques en Wallonie, Architecture en Wallonie
- Style mosan
- Art nouveau en Belgique (rubriques)
- Places à Bruxelles
  - Place Royale (Bruxelles), Grand-Place de Bruxelles

### Photographie
- Photographie en Belgique, Photographie en Belgique (rubriques)
- Photographes belges
- Musée de la photographie d'Anvers

### Graphisme
- Graphistes belges

## Arts du spectacle
- Spectacle vivant, Performance, Art sonore
- Art de performance en Belgique
- Formation aux arts de la performance en Belgique
- Europalia

### Musique

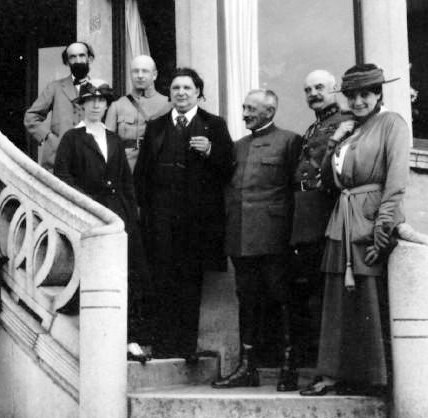
La reine, à gauche, près d'Eugène Ysaÿe au centre, à La Panne en mai 1916.

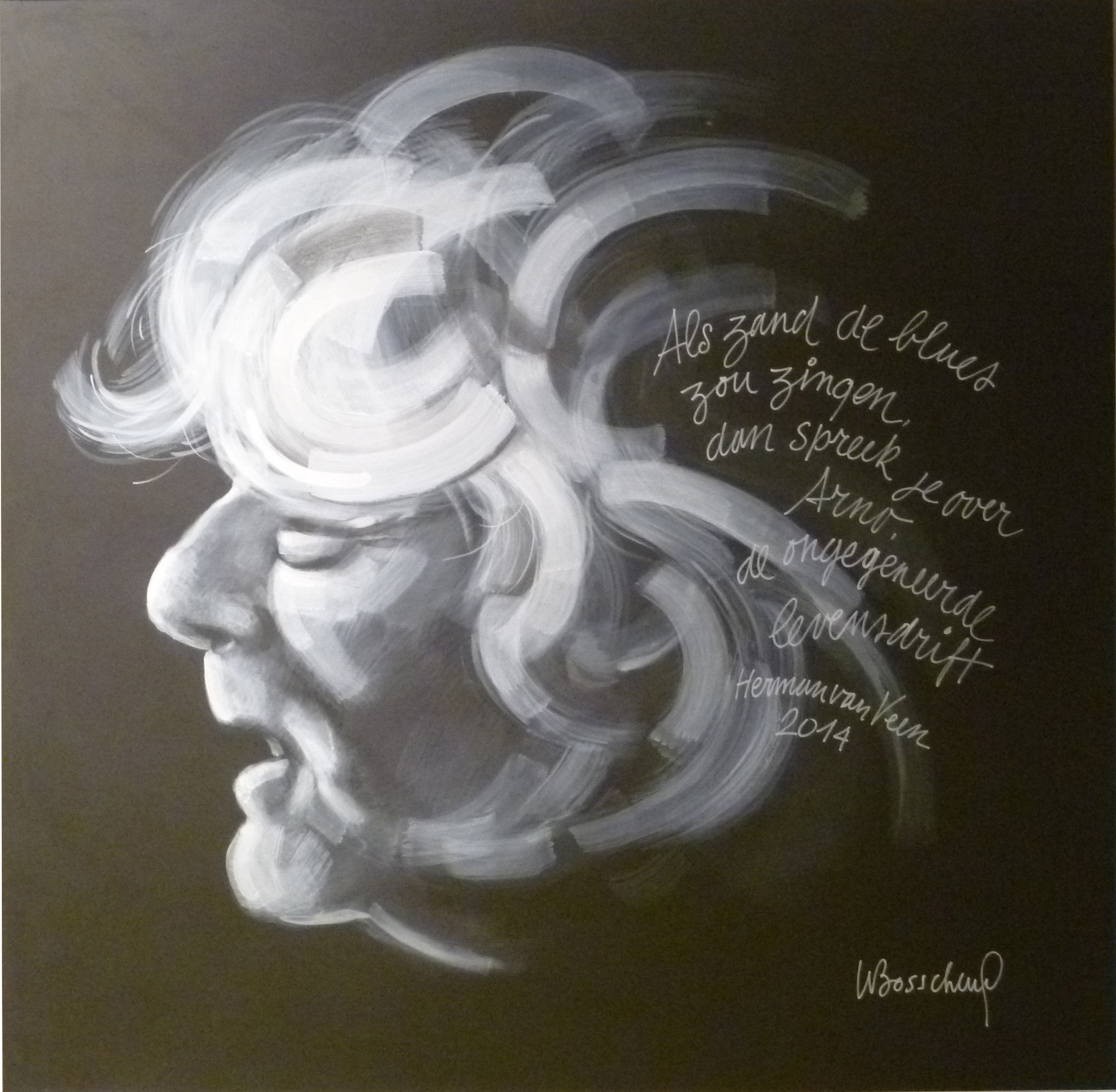
Arno (2014) par le peintre belge Willy Bosschem.

- Musique par pays, Musique improvisée, Improvisation musicale
- Musique traditionnelle,
- Musique belge, Musique belge (rubriques)
- Musique wallonne
- Musiciens belges, Compositeurs belges
- Chanteurs belges, Chanteuses belges
- Écoles de musique par pays, École de musique en Belgique
- Œuvres de compositeurs belges, Opéras belges

- Musique traditionnelle, classique, contemporaine, populaire / urbaine

- Festivals de musique en Belgique
  - Festival van Vlaanderen, Festival de musique ancienne de Bruges
  - Liste des festivals de musique en Belgique
- Récompenses de musique en Belgique
- List of Belgian bands and artists (en)

### Danse(s)
- Danse en Belgique, Danse en Belgique (rubriques)
- Danse en Wallonie
- Liste de danses
- Bal folk
- Liste de(s) danses nationales (en)
- Liste de danses populaires, ethniques, régionales par origine (en)
- Liste de danses traditionnelles en Belgique
- Danse traditionnelle, moderne contemporaine
- Danseurs belges, Danseuses belges
- Liste de compagnies de danse et de ballet
- Danse contemporaine, Danse contemporaine en Belgique (rubriques)
- Compagnies de danse contemporaine
- Liste de chorégraphes contemporains, Chorégraphes belges
- Enseignement de la danse en Belgique (rubriques)
- Festivals de danse en Belgique
- Récompenses de danse en Belgique

- Contact improvisation
- Patinage artistique par pays

### Théâtre
- Improvisation théâtrale, Jeu narratif
- Théâtre belge, Théâtre belge (rubriques)
- Théâtre wallon, Théâtre wallon (rubriques)
- Théâtre en Belgique
- Dramaturges belges[7]
- Metteurs en scène belges, Liste de metteurs en scène belges
- Pièces de théâtre belges
- Salles de théâtre en Belgique
- Troupes de théâtre belges
- Formation : Conservatoire royal de Bruxelles, Conservatoire royal de Liège, Conservatoire royal de Gand
- Festivals de théâtre en Belgique
- Récompenses de théâtre en Belgique

#### Quelques théâtres
- Théâtre national de Belgique
- Théâtre royal du Parc
- Théâtre l'Improviste
- Théâtre de verdure de Namur
- Le Grand Manège à Namur
- La Ruelle aux Balladins à Namur
- Jardin Passion à Namur
- Théâtre de la Place à Liège
- Théâtre Arlequin à Liège
- L'Étuve à Liège
- Théâtre Jean Vilar à Louvain-la-Neuve
- Le Manège à Mons
- Théâtre Royal de Namur
- Le Grand Théâtre à Verviers
- Le Petit Théâtre de la Vie à Rochefort

#### Quelques troupes de théâtre
- Das Fraüleiɳ[8]

#### Quelques dramaturges contemporains
- Dramaturges belges, Metteurs en scène belges
  - Anne-Cécile Vandalem (1979-)

#### Genres
- Jeune Théâtre
- Théâtre forum
- Théâtre de marionnettes, Créa-théâtre

#### Maisons d'édition
- Didascalies
- Éditions Lansman
- Mardaga
- Jacques Antoine (éditeur)

#### Festivals
- Festival Scène ouverte Jeune Création du Théâtre de la Vie (Bruxelles)

### Autres scènes: marionnettes, mime, pantomime, prestidigitation
Les arts mineurs de scène, arts de la rue, arts forains, cirque, théâtre de rue, spectacles de rue, arts pluridisciplinaires, performances manquent encore de documentation pour le pays…
Dans le domaine de la marionnette, on relève Arts de  marionnette en Belgique sur le site de l'Union internationale de la marionnette (UNIMA).
- Théâtre royal de Toone, Théâtre à Denis, Théâtre du Tilleul
- Musée international de la marionnette Peruchet, Musée Tchantchès
- Tchantchès, Nanesse, Malvira
- Marionnettistes belges

Mais aussi
- Carnavals en Belgique
- École supérieure des arts du cirque

La cathédrale de Mons propose en 1501 un Mystère de la Passion avec 350 rôles environ, 150 acteurs, plus des poupées.

### Cinéma
- Cinéma belge, Cinéma belge (rubriques)
- Institut national supérieur des arts du spectacle et des techniques de diffusion
- Animation par pays, Cartoon
- Réalisateurs belges, Scénaristes belges, Monteurs belges
- Acteurs belges, Actrices belges
- Films belges, Liste de films belges
  - Films documentaires belges
  - Films d'animation belges
- Salles de cinéma en Belgique
- Critiques belges de cinéma
- Festivals de cinéma en Belgique
- Récompenses de cinéma en Belgique
- Liste des lauréats et nommés belges aux Oscars
- Cinémathèque royale de Belgique

### Autres
- Vidéo, Jeux vidéo, Art numérique, Art interactif
- Jeux vidéo développés en Belgique, List of video games developed in Belgium (en)
- Culture alternative, Culture underground

## Tourisme en Belgique
- Tourisme en Belgique, Tourisme en Belgique (rubriques)

## Patrimoine

### Musées
- Liste de musées en Belgique
- Liste des musées de Bruxelles
- Bibliothèques en Belgique

### Liste du Patrimoine mondial
Le programme Patrimoine mondial (UNESCO, 1971) a inscrit dans sa liste du Patrimoine mondial (au 12/01/2016) : Liste du patrimoine mondial en Belgique

### Liste représentative du patrimoine culturel immatériel de l’humanité
Le programme Patrimoine culturel immatériel (UNESCO, 2003) a inscrit dans sa liste représentative du patrimoine culturel immatériel de l’humanité :
- 2016 : la culture de la bière en Belgique[9],
- 2013 : la pêche aux crevettes à cheval à Oostduinkerke,
- 2012 : les marches de l’Entre-Sambre-et-Meuse	Belgique,
- 2011 : le répertoire du rituel des classes d’âge de Louvain,
- 2010 : le carnaval d’Alost,
- 2010 : Houtem Jaarmarkt, foire annuelle d’hiver et marché aux bestiaux à Hautem-Saint-Liévin,
- 2010 : les Krakelingen et le Tonnekensbrand, fête du feu et du pain de la fin de l’hiver à Grammont,
- 2009 : la procession du Saint-Sang à Bruges,
- 2008 : le carnaval de Binche,
- 2008 : les Géants et dragons processionnels de Belgique et de France.

### Registre international Mémoire du monde
Le programme Mémoire du monde (UNESCO, 1992) a inscrit dans son registre international Mémoire du monde (au 10/01/2016) :
- 2001 : Archives de l'Officina Plantiniana (Musée Plantin-Moretus)
- 2005 : La Corvina (Bibliotheca Corviniana)(Allemagne, Autriche, Belgique, France, Hongrie, Italie)[10]
- 2009 : Archives de l’Insolvente Boedelskamer d’Anvers (1500-1800)
- 2013 : Archives de l’Université de Louvain (1425-1797) : patrimoine universitaire d’importance mondiale
- 2013 : Répertoire bibliographique universel